# Acraspisa trifasciata
Acraspisa trifasciata är en tvåvingeart som beskrevs av Krober 1912. Acraspisa trifasciata ingår i släktet Acraspisa och familjen stilettflugor. Inga underarter finns listade i Catalogue of Life.